# Herman Cederberg
Herman Edvard Cederberg (* 7. September 1883 in Korsholm; † 30. Januar 1969 in Vaasa) war ein finnischer Schwimmer, der auf die Bruststrecken spezialisiert war.
Cederberg war Mitglied des Schwimmvereins Vaasan Uimaseura und zweifacher Olympiateilnehmer 1908 und 1912. Bei seinen beiden Teilnahmen ging er im Wettbewerb über 200 Meter Brust an den Start, kam aber jeweils nicht über den Vorlauf hinaus.